# Brvenné
Brvenné (706 m) – szczyt w Wielkiej Fatrze na Słowacji.
Należy do zachodniej, tzw. „turczańskiej” odnogi Wielkiej Fatry. Wznosi się w bocznym grzbiecie tej odnogi, wybiegającym od szczytu Jarabiná w kierunku północno-zachodnim i tworzącym orograficznie lewe zbocza Doliny Sklabińskiej. Brvenné znajduje się w północnym zakończeniu grzbietu. Jego północno-zachodnie stoki opadają do leżącej już na Kotlinie Turczańskiej wsi Sklabiňa. Stoki zachodnie i południowo-wschodnie opadają do dolinki potoków będących dopływami Sklabińskiego potoku.
Część zboczy Brvennégo porasta las, dużą część stanowią łąki wsi Sklabina. Nie prowadzi przez niego żaden szlak turystyczny, ale można go zwiedzić, znajduje się bowiem poza granicami Parku Narodowego Wielka Fatra.